# Bernd Krauss
Bernd Krauss (Dortmund, 8 maggio 1957) è un allenatore di calcio ed ex calciatore tedesco naturalizzato austriaco, di ruolo difensore.

## Carriera da calciatore

### Club
Vestì le maglie di Borussia Dortmund, Rapid Vienna e Borussia Mönchengladbach.

### Nazionale
Militò nella Nazionale austriaca, con cui scese in campo in 22 occasioni. Partecipò al campionato del mondo 1982 in Spagna.

## Carriera da allenatore
Allenò Borussia Mönchengladbach, Real Sociedad (sostituendo Irureta e che conduce subito ad un eccellente 3º posto nel 1997/98) e Maiorca. Nel 2005 guidò la squadra iraniana del Pegah Gilan e dall'aprile al dicembre 2006 il Tenerife. Nell'agosto 2007 fu ingaggiato dallo Schwadorf, dove rimpiazzò Attila Sekerlioglu.

## Palmarès

### Giocatore

#### Club

##### Competizioni nazionali
- Campionato austriaco: 2

Rapid Vienna: 1981-1982, 1982-1983
- Coppa d'Austria: 1

Rapid Vienna: 1982-1983

### Allenatore

#### Club

##### Competizioni nazionali
- Coppa di Germania: 1

Borussia M.bach: 1994-1995